# David O'Brien (regatista)
David O'Brien (Dublín, 26 de mayo de 1965) es un deportista irlandés que compitió en vela en la clase Star. Ganó una medalla de bronce en el Campeonato Mundial de Star de 2000.

## Palmarés internacional
| \| Campeonato Mundial \| Campeonato Mundial \| Campeonato Mundial \| Campeonato Mundial \| \| Año \| Lugar \| Medalla \| Clase \| \| ------------------ \| -------------------------- \| ------------------ \| ------------------ \| \| 2000 \| Annapolis (Estados Unidos) \| Medalla de bronce \| Star \| |                            |                   |       |
| Campeonato Mundial |                            |                   |       |
| Año | Lugar                      | Medalla           | Clase |
| 2000 | Annapolis (Estados Unidos) | Medalla de bronce | Star  |